# KayCee Stroh
Kaycee Stroh, född 29 maj 1984 i Salt Lake City i Utah, är en amerikansk skådespelare, mest känd för sina roller i Disney-filmerna, High School Musical, High School Musical 2 och High School Musical 3: Sista året.
Stroh är sedan 2009 gift med Ben Higginson, vilken hon har ett barn med.